# Николай Петев
Николай Василев Петев е съвременен български писател и литературен критик.

## Биография
Роден е в с. Дреновец, област Видин на 10 август 1951 г. Завършва „Журналистика“ в Софийския университет.
През 1975 г. завършва военна журналистика в Лвов, СССР. Работи като главен редактор на сп. „Родна реч“ от 1982 г. до 1985 г. От 1985 г. до 1991 г. е директор на издателство „Народна младеж“. От 1991 г. до 1996 г. е собственик и директор на частните издателства „Петекс“ и „Петекстон“. От 1996 г. до 2003 г. е генерален директор на издателска къща „Христо Ботев“, наследявайки Иван Гранитски (самата издателска къща „Христо Ботев“ се развива като продължител на официалното издателство на БКП Партиздат). От 2005 г. до смъртта си е председател на Агенция „София прес“. Действителен член на Академията за руска словесност в Москва.
Председател на Съюза на българските писатели в течение на три мандата (2003 – 2013). При последното си избиране – критикуван за натрупването на дълг за СБП, както и за нарушаване на самия устав на организацията, изключващ преизбирането на председателя за трети път.
Избран за народен представител в XLII народно събрание от листата на БСП в Ямбол като депутат от гражданската квота. Зам.-председател на Комисията по културата и медиите.
Негови книги са преведени в Русия, Италия, Сърбия, Северна Македония, Украйна, Азербайджан, Полша.
Има пет брака и три деца: Васил Петев (1975), Владимир Петев (1985) и Ния Петева (2004).
Умира на 15 октомври 2013 г.

## Награди[11]
Първата му книга – сборникът с литературно-критически статии „Тук във времето“, е отличена с наградата „Южна пролет“ за най-добър дебют в областта на литературната критика през 1983 г.
Носител е на ордените „70 години Съюз на съветските писатели“ от Международното съобщество на писателските съюзи (седалище в Москва) (2006) и „Михаил Ломоносов“ за заслуги и за голям личен принос в укрепването на приятелството и културното сътрудничество между Русия и България (2006). Петев е първият чужденец, удостоен с „Михаил Ломоносов“, и общо 268-ият (първият носител изобщо е президентът на Руската федерация Владимир Путин)..
Отличен е и с Националната Ботевска награда (2006), руската награда „Имперска култура“ (2007) за книгата си „Фарът, пазачът и вятърът“, издадена на руски език през 2006 г., сръбската награда „Арка“ на едноименното издателство за най-добра чуждестранна книга за 2007 г. и с македонската литературна награда „Книжен Дедал“. Призът „Имперска култура“, учреден от Съюза на писателите на Русия, списание „Новая книга России“ и ИИПК „Ихтиос“, му е връчен за „вярност към единството на славянските народи“ (2007, в категория „Славянско братство“, наред с Воислав Шешел). Носител на „Бронзов Витяз“ на Славянския литературен форум „Златен Витяз“ (Москва, 2009).
На 8 юни 2011 г. е издаден указ за награждаването му с орден „Св. св. Кирил и Методий“ II степен за големите му заслуги в областта на културата и изкуството, отличие, което той не доживява да получи.
По време на предизборната кампания за Народно събрание през 2013 г. Петев е удостоен с наградата за развитие на българо-руските отношения на движение „Русофили“ – орден „Самарско знаме“.

## Творчество
Автор е на 8 книги с художествена проза:
- „Тук във времето“, София, Народна младеж, 1982.
- „Поезия и позиция“, София, Народна младеж, 1986.
- „Фарът и неговия пазач", Пловдив, Хр. Г. Данов, 1989.
- „Зад завесата на политическия театър“, София, Христо Ботев, 1997.
- „Фарът, пазачът и вятъра“, София, Български писател, 2006.
- „Не ме ли помниш“. София: Български писател, 2011.[20].
- „17 есета против този свят“. София, Български писател, 2012.
- „33 стихотворения за препрочитане“. София, Български писател, 2013.

Автор е и на есета, както и на множество публикации в литературни и периодични издания.
Съставител на сборник с „Писма“ на Висарион Белински (1987, Изд. „Народна култура“) и тритомно издание на Александър Куприн (1988, Изд. „Народна култура“).